# Sinagoga Beth-Yaacov
A Sinagoga Beth-Yaacov - a Casa de Jacob  - em  Genebra na Suíça, foi no início conhecida como a Grande Sinagoga de Genebra e a primeira sinagoga construída na Suíça. Situada na zona do Plainpalais, começou a ser construída em 1857 segundo os planos de um arquitecto de Zurique de confissão protestante. Em 1989 foi classificado como monumento histórico e em 2009 celebrou os 150 anos de existência.

## Os judeus de Carouge
Os Judeus, presentes em Genebra desde a Idade Média, são expulsos a 23 de Dezembro de 1490 vítimas da intolerância partida de Espanha e que reinava na época  para só começarem a voltar a partir de 1779, mas para se instalar, não em Genebra, mas sim fora de portas, na região de Carouge sobre dependência sarda. Em 1787 o rei Victor-Amadeu III promulga um decreto que lhes permite o livre exercício do culto, e eles obtêm também a autorização de ter um cemitério próprio em 1788 e construir uma sinagoga no ano seguinte nos terrenos de Pierre-Claude de la Fléchère, [Conde do Veyrier]] e grande promotor de Carouge. Esta sinagoga continua a ser usada até à construção da de Genebra em 1859.

## Os judeus de Genebra
Em 1816, Carouge, que entretanto se tinha tornado francesa entre 1792 a 1815, é anexada pela República de Genebra. Os judeus que tinha beneficiada de regalias em Carouge, vêm que estas lhes são retiradas pela nova constituição genebrina, tais como a da cidadania ou da liberdade de culto. Só em 1852 com a Revolução radical de James Fazy é que a Comunidade israelita de Genebra - em termos de instituição - é reconhecida. No entanto, a cidadania só lhes é outorgada  a partir de 1857 aquando da autorização, pelo Conselho do Estado. para a construção da sinagoga em Genebra . 

## Renovações
A sinagoga tem vindo a ser renovada periodicamente não só em razão da sua idade mas também para se adaptar ao aumento da comunidade e da necessidades do momento assim:
- 1906 - restauração interne e externa do edifício e substituição do órgão
- 1936 - restauração da fachada sem aspecto em duas cores
- 1955 - obras para alargamento da porta de entrada e duas escadas exteriores como saídas de socorro
- 1979 - criação de uma sala para recepções
- 1996 - restauração de grande importância necessária a um edifício construído em 1857, mas também dar-lhe o aspecto do tempo da construção como seja o da fachada,  novamente em duas cores (que havia perdido em 1936) e reaparecimento das cúpulas (que haviam desaparecido em 1955). Durante estes grandes obras, foram descobertos vestígios das antigas fortificações de Genebra.